# Старий Лоґан (комікс)
«Старий Лоґан» (англ. «Old Man Logan»; пізніше перейменована у англ. «Wolverine: Old Man Logan») — сюжетна арка коміксів про альтернативну версію Росомахи з Землі-807128. Всесвіт Старого Лоґана розвертається в альтернативному майбутньому, в якому суперзлодії планети об'єдналися та вбили майже всіх супергероїв. Ці події були описані Марком Мілларом та Художником Стівом Мак-Нівеном в Wolverine Vol.3 #66-72, що вийшов у 2008 р. Згодом всесвіт отримав велику прихільність фанатів, і відтоді є самостійною історією. 
Оригінальна історія вийшла українською мовою від видавництва Mal'opus під назвою "Росомаха Старий Лоґан" у 2019 році.
Старт публікацій продовження під назвою "Old Man Logan Vol. 2" розпочався у 2016 році видавництвом Marvel і, на разі, складається з 42 випусків. Усього планується 50 випусків, та 10 томів з ними.
У вересні 22 вересня 2018 року видавництво Fireclaw, вже будучи офіційним ліцензатом Marvel, почало випускати цю серію під назвою "Старий Лоґан" у форматі TPB українською, його презентація відбулася на гучній події для поціновувачів ґік-культури Comic Con Ukraine.

## Історія публікацій
Старий Лоґан насправді дебютував як персонаж у серії Фантастична четвірка від Марка Міллера, у якому фігурували такі персонажі як: літній Росомаха і Брюс Беннер-молодший як дорослий. Серія Wolverine: Old Man Logan (укр. Росомаха: Старий Лоґан) розпочалася як восьми-випускова поточна серія від сценариста Марка Міллера і художника Стіва Мак-Нівена, яка розпочалася видаватися Marvel Comics у червні 2008 року. Серія пройшла у Wolverine #66-72 і закінчилася 9 вересня 2009 року у Wolverine Giant-Size Old Man Logan #1.
Старий Лоґан дебютував у своїй сольній серії у 2015 році під час сюжетної лінії Secret Wars, написаною Браяном Майклом Бендісом з малюнком від Андреа Соррентіно. Ця історія продовжується у триваючій серії з однойменною назвою, починаючи з січня 2016 року, написана Джеффом Леміром та з поверненням Соррентіно до ролі художника.

## Українські видання

### Росомаха: Старий Лоґан
Недалеке майбутнє. Світом правлять злодії. А Росомахи більше немає. Його знають як Старого Лоґана – простого фермера і відданого сім’янина. Та коли банда Галка безжально вбиває його дружину, сина і доньку, Лоґан змушений знов пускати в хід свої пазурі, аби помститися поганцям, які зруйнували його майбутнє.
| Назва                                                               | Видавництво                | Дата публікації                                | Сторінки | Перекладач         |
| ------------------------------------------------------------------- | -------------------------- | ---------------------------------------------- | -------- | ------------------ |
| - США - Wolverine: Old Man Logan - Україна - Росомаха: Старий Лоґан | «Marvel Comics» «Mal'opus» | - США - червня 2008 - Україна - 5 вересня 2019 | 224      | Максим Калініченко |

### Старий Лоґан Vol.2 (2016-2018)

#### Том 1. Берсеркер
Десятки років тому чоловік, який колись був Росомахою, пережив смерті всіх своїх товаришів, жорстоку розправу сільської банди Галка над власною сім'єю та вбивство його найкращого друга – Соколиного Ока. Тож коли Старий Лоґан прокидається і бачить навколо світ, що мав би вже бути стертим на попіл, він вирішує знищити будь-кого на своєму шляху заради того, щоб події у Пустці нізащо не пішли за відомим сценарієм. На вершечку списку помсти Старого Лоґана стоїть Галк, але у новій реальності він зовсім Інший та стовідсотково Неймовірний!  Чи допоможе йому хтось або він опиниться у прицілі стрілка? І чи не приверне його помста увагу Капітана Америки у відставці?
У збірку входять #1-4 Old Man Logan (2016).

#### Том 2. Прикордонне місто
Мале містечко Кіллґорн Фолз на самій півночі Канади здавалося ідеальним місцем, де Старий Лоґан зміг зажити новим життям у цьому альтернативному Всесвіті Marvel (який він не хоче знищити). Але немає на світі такого місця, де б міг сховатися від світу колишній Росомаха. Коли Смертельний Удар та її Викрадачі приходять по нього, чи зможе Лоґан захистити місцевих? І ту єдину людину в цьому світі, яку він сподівається зустріти у майбутньому? Чоловік Ікс у класичній ситуації: він притиснутий до стінки, і його життя залежить лиш від його вигадливості, розсудливості та адамантієвих пазурів! А все цінне для нього висить на волосинці!
У збірку входять #5-8 Old Man Logan (2016).

#### Том 3. Останній Ронін
Доля подарувала другий шанс, і він вирішив виправити все, що пішло не так у його власній реальності. Ніч, коли лиходії об’єдналися, змінила його життя назавжди. Лоґан втратив своїх друзів і мету. Все, що залишилось – це Пустка. Тепер він повернувся в минуле, але прагнення Логана кинути виклик долі обернеться для нього великими неприємностями. Якщо знайти вихід, йому доведеться зіткнутися з «Мовчазним Орденом». Ці монахи-воїни настільки небезпечні, що Лоґан навіть пороситиме Леді Смертельний Удар про допомогу. Лоґан відчайдушно намагається змінити майбутнє, але його найбільший супротивник може виявитись його власним минулим!
У збірку входять #9-13 Old Man Logan (2016).
| Назва                                                                                       | Включенні випуски                                                                                   | Дата публікації                                   | Вид                              | Номер                            | Сторінки                         |
| Old Man Logan Vol. 2 (2016-2018)                                                            | Old Man Logan Vol. 2 (2016-2018)                                                                    | Old Man Logan Vol. 2 (2016-2018)                  | Old Man Logan Vol. 2 (2016-2018) | Old Man Logan Vol. 2 (2016-2018) | Old Man Logan Vol. 2 (2016-2018) |
| ------------------------------------------------------------------------------------------- | --------------------------------------------------------------------------------------------------- | ------------------------------------------------- | -------------------------------- | -------------------------------- | -------------------------------- |
| - США - Old Man Logan Vol. 1: Berzerker - Україна - Старий Лоґан Том 1. Берсеркер           | - США - Old Man Logan Vol. 2 #1–4, Wolverine Old Man Logan #1 - Україна - Old Man Logan Vol. 2 #1–4 | - США - 26 липня 2016 - Україна - 22 вересня 2018 | Том                              | 1                                | - США - 128 - Україна - 97       |
| - США - Old Man Logan Vol. 2: Bordertown - Україна - Старий Лоґан Том 2. Прикордонне місто  | - США - Old Man Logan Vol. 2 #5–8, Uncanny X-Men #205 - Україна - Old Man Logan Vol. 2 #5–8         | - США - 25 жовтня 2016 - Україна - 20 січня 2019  | Том                              | 2                                | - США - 112 - Україна - 96       |
| - США - Old Man Logan Vol. 3: The Last Ronin - Україна - Старий Лоґан Том 3. Останній Ронін | Old Man Logan Vol. 2 #9–13                                                                          | - США - 27 грудня 2016 - Україна - 20 червня 2019 | Том                              | 3                                | 112                              |
| Незабаром                                                                                   | |                                                   |                                  |                                  |                                  |
| - США - Old Man Logan Vol. 4: Old Monsters - Україна - Старий Лоґан Том 4                   | Old Man Logan Vol. 2 #14–18                                                                         | - США - 13 червня 2017 - Україна - 2019           | Том                              | 4                                | Н/Д                              |
| - США - Old Man Logan Vol. 5: Past Lives - Україна - Старий Лоґан Том 5                     | Old Man Logan Vol. 2 #19–24                                                                         | - США - 3 жовтня 2017 - Україна - 2020            | Том                              | 5                                | Н/Д                              |
| - США - Old Man Logan Vol. 6: Days of Anger - Україна - Старий Лоґан Том 6                  | Old Man Logan Vol. 2 #25–30                                                                         | - США - 6 лютого 2018 - Україна - 2020            | Том                              | 6                                | Н/Д                              |
| - США - Old Man Logan Vol. 7: Scarlet Samurai - Україна - Старий Лоґан Том 7                | Old Man Logan Vol. 2 #31–35                                                                         | - США - 24 липня 2018 - Україна - 2020            | Том                              | 7                                | Н/Д                              |
| - США - Old Man Logan Vol. 8: To Kill For - Україна - Старий Лоґан Том 8                    | Old Man Logan Vol. 2 #36–40                                                                         | - США - 18 вересня 2018 - Україна - 2021          | Том                              | 8                                | Н/Д                              |
| - США - Old Man Logan Vol. 9: The Hunter and the Hunted - Україна - Старий Лоґан Том 9      | Old Man Logan Vol. 2 #41–45                                                                         | - США - 18 грудня 2018 - Україна - 2021           | Том                              | 9                                | Н/Д                              |
| - США - Old Man Logan Vol. 10: End of the World - Україна - Старий Лоґан Том 10             | - США - Old Man Logan Vol. 2 #46–50, Old Man Logan Annual - Україна - N/A                           | - США - 16 січня 2019 - Україна - 2021            | Том                              | 10                               | Н/Д                              |

## У інших медіа

### Фільми
- Елементи серії коміксів були включені у фільм «Росомаха» 2013 року. Як і Лоґан з коміксу, який сумує за Людьми-Ікс, яких він убив під впливом галюцинацій Містеріо. Лоґан з фільму, поглинений виною і депресією після смерті Джин Ґрей і утримується від використання пазурів протягом декількох років на початку фільму.
- Сюжет фільму «Лоґан: Росомаха» явно надихається ідеєю, та адаптує багато елементів з лінійки коміксів.

### Відеоігри
- Образи з серії «Старий Лоґан» таких персонажів як: Емма Фрост, Соколине Око та сам Росомаха доступні у якості альтернативних костюмів для відповідних персонажів в Marvel Heroes[en].
- Старий Лоґан є грабельним персонажем у мобільній грі Marvel: Contest of Champions[en].
- Старий Лоґан є грабельним персонажем у мобільній грі Marvel Puzzle Quest[en].